# La presa della Bastiglia
La presa della Bastiglia è un film muto italiano del 1916 diretto  e interpretato da Eleuterio Rodolfi.